# ズオロン
ズオロン（学名：Zuolong）は、後期ジュラ紀の前期オックスフォーディアン期に中華人民共和国の新疆ウイグル自治区の五彩湾に生息していた、コエルロサウルス類に属する獣脚類の恐竜の属。化石は石樹溝累層で産出した。

## 発見
ズオロンはその発見経緯があまり一般メディアに公開されていない。ズオロンが発見されたのは2001年夏のことであったが、NATO軍による在ユーゴスラビア中華人民共和国大使館爆撃事件（1999年）やアメリカ合衆国と中国の軍用機が空中衝突した海南島事件（2001年）が起きていたことが理由の一つとも推測されている。

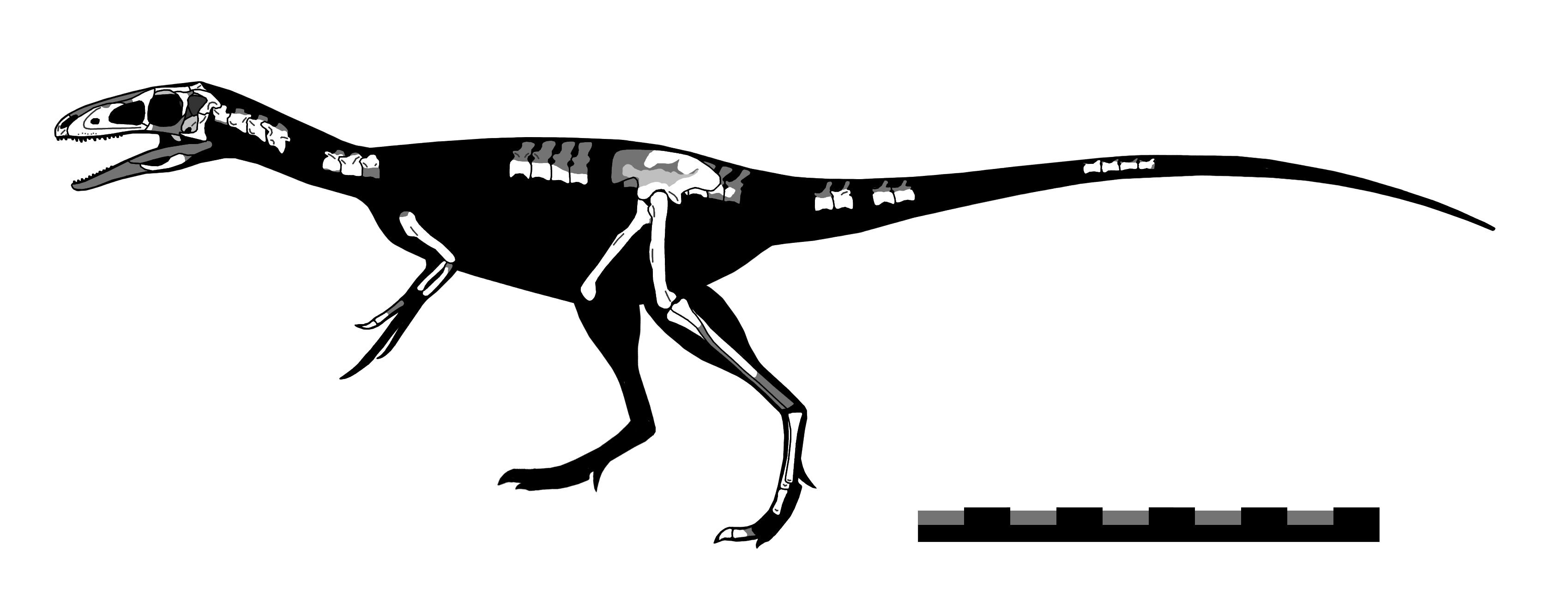
骨格図

ズオロンのホロタイプ標本は IVPP V15912 は、2001年に中国の新疆ウイグル自治区に位置する昌吉回族自治州のジムサル県の五彩湾から発見された、頭骨の備わった部分的な骨格である。安田峰俊によると、前年に始動したジョージ・ワシントン大学と中国科学院古脊椎動物古人類研究所の合同発掘調査プロジェクト内での発見と推測されている。2010年にJonah N. Choiniere、ジェームズ・M・クラーク、キャサリン・フォスター、徐星により Zuolong salleei が記載・命名された。属名は19世紀に新疆での反乱の鎮圧に貢献した左宗棠への、種小名は調査を資金面で援助した Hilmar Sallee への献名である。安田峰俊は、ズオロンの属名に政治的価値観により評価の分かれる近現代の人物の名が付けられたことについて、清を立て直した左宗棠の功績が高く評価されている実情と、新疆支配の歴史を肯定する目的が背景にあると推論した。
ホロタイプ標本の年代は1億6120万年前から1億5520万年前にあたり、トーマス・R・ホルツ・ジュニアはほぼ確実に幼体であると考えている。

## 特徴
2016年にグレゴリー・ポールは、ズオロンの全長を3メートル、体重を60キログラムと推定した。標本はおそらく幼体のものである。

## 分類
ズオロンは基盤的なコエルロサウルス類で、2012年時点では最も基盤的と考えられている。2019年にはティラノラプトラ類に位置付けられ、ティラノサウルス上科やマニラプトル形類と多分岐（ポリトミー）をなすとされた。